# 잇세이 (일본계)
잇세이(一世)는 북아메리카, 남아메리아, 오세아니아 등에서 사용되는 일본에서 각 나라로 이주한 일본인 (일본계 외국인)의 제1세대를 나타내는 일본어다. 그들의 자녀 세대는 니세이, 손 세대는 산세이라고 부른다.
잇세이의 문화와 독특성은 그들의 사회적 역사에서 인정된다.